# Kanton La Rochette
Kanton La Rochette (francouzsky Canton de La Rochette) je francouzský kanton v departementu Savojsko v regionu Rhône-Alpes. Tvoří ho 14 obcí.

## Obce kantonu
- Arvillard
- Bourget-en-Huile
- La Chapelle-Blanche
- La Croix-de-la-Rochette
- Détrier
- Étable
- Le Pontet
- Presle
- La Rochette
- Rotherens
- La Table
- La Trinité
- Le Verneil
- Villard-Sallet